# Hosias Abelsen
Einar Hosias Frederik Abelsen (* 21. Oktober 1874 in Nanortalik; † 8. Januar 1920 ebenda) war ein grönländischer Landesrat.

## Leben
Hosias Abelsen war der Sohn von Markus Adam Hans Herman Abelsen und seiner Frau Frederikke Maren. Er hatte einen Zwillingsbruder. Er war zweimal verheiratet: Seine erste Frau Agathe Apollonia Birthe Augusta starb 1916, woraufhin er die verwitwete 1884 geborene Emilie Sara Rahab heiratete. Hosias Abelsen lebte als Jäger in Nanortalik und wurde 1917 in den südgrönländischen Landesrat gewählt, nahm aber nur an der ersten Sitzung teil und wurde ansonsten von Johannes Mathiesen vertreten. Er starb noch während der laufenden Legislaturperiode 1920 im Alter von 45 Jahren im Kajak.